# Nikolaiviertel

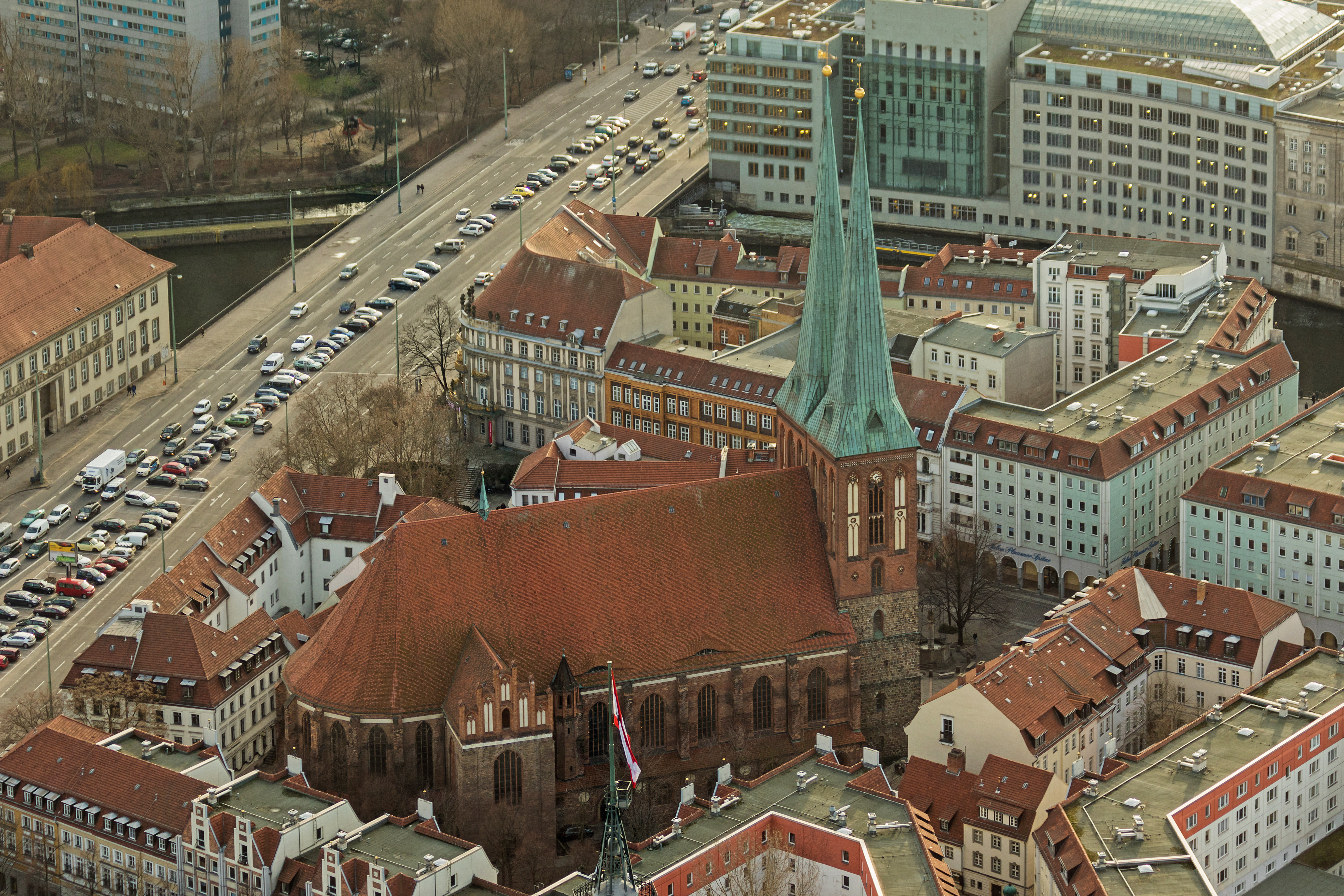
Luftbild des Nikolaiviertels

Das Nikolaiviertel im Berliner Ortsteil Mitte ist das älteste Siedlungsgebiet der Hauptstadt. Im Zweiten Weltkrieg fast vollständig zerstört, wurde es 1980–1987 im Auftrag des Magistrats von Ost-Berlin anlässlich der 750-Jahr-Feier der Stadt unter der Leitung des Architekten Günter Stahn wiederaufgebaut. Rund um die rekonstruierte Nikolaikirche entstand auf annähernd mittelalterlichem Grundriss ein Bauensemble aus fiktiv arrangierten Bürgerhäusern in traditioneller Bauweise sowie Ortbetonbauten mit Vorhangfassaden. Das Baudenkmal gehört heute zu den Sehenswürdigkeiten Berlins.

## Lage
Das Nikolaiviertel ist eines von ehemals vier Vierteln im historischen Stadtteil Alt-Berlin, der zum heutigen Ortsteil Mitte gehört. Von etwa 1870 bis 1884 gehörte laut Adressbuch das Karree zum Polizeirevier 21, und zum Rathaus-, Stralauerstraßen- und Nikolaikirchhofbezirk. Der von der Nikolaikirche abgeleitete Name existiert seit mindestens 1727 und wird seit dem Wiederaufbau 1987 wieder verwendet.
Stadtplanerisch gehört das Viertel (Lebensweltlich orientierte Räume) zum Prognoseraum „Zentrum 01“, das für die Statistik mit 01011303 bezeichnet wird: Bezirksregion 13 (Alexanderplatz) und darin Planungsraum 3 (Alexanderplatzviertel). Die Spree ist im Planungsraum eingeschlossen.
- Begrenzende Straßen:
  - Burgstraße, seit 1984: (zwischen Rathausstraße und Mühlendammbrücke) als Spreeufer
  - Königstraße, seit 1951: Rathausstraße
  - Spandauer Straße
  - Molkenmarkt
  - Mühlendamm
- Die Eiergasse ist mit 16 m die kürzeste befahrbare Straße in Berlins Mitte.[6]
- Fußgängerzone innerhalb des Viertels:
  - Eiergasse: im regionalen Bezugssystem (RBS) mit 47 Metern als Fußweg eingetragen
  - Nikolaikirchplatz, dazu die Nicolaikirchgasse: im regionalen Bezugssystem (RBS) sind 60 Meter als Fußweg und 120 Meter als Platz notiert
  - Poststraße: im regionalen Bezugssystem (RBS) sind 113 Meter als Fußweg eingetragen
  - Propststraße, bis 1723 Kannegießer-Gasse, bis 1845 Probstgasse: Im regionalen Bezugssystem (RBS) sind 290 Meter als Fußweg und 35 Meter als Platz eingetragen
  - Am Nussbaum, 1984 als Fußgängerzone zwischen Spandauer Straße und Propststraße geschaffen, nach dem historischen Restaurant benannt. Im regionalen Bezugssystem (RBS) mit 113 Metern als Fußweg eingetragen.

## Geschichte

### Mittelalter

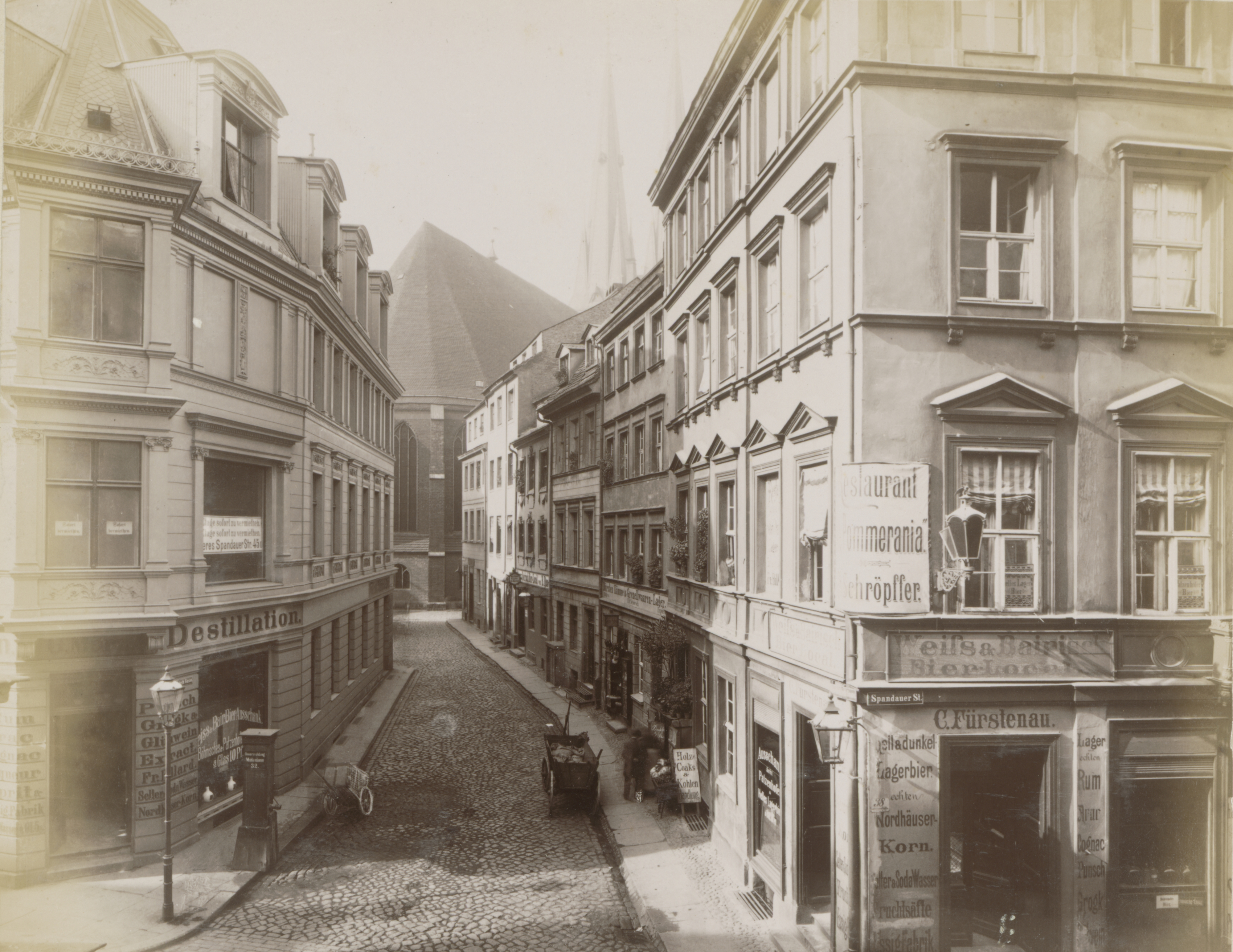
Nikolaikirchgasse, um 1880

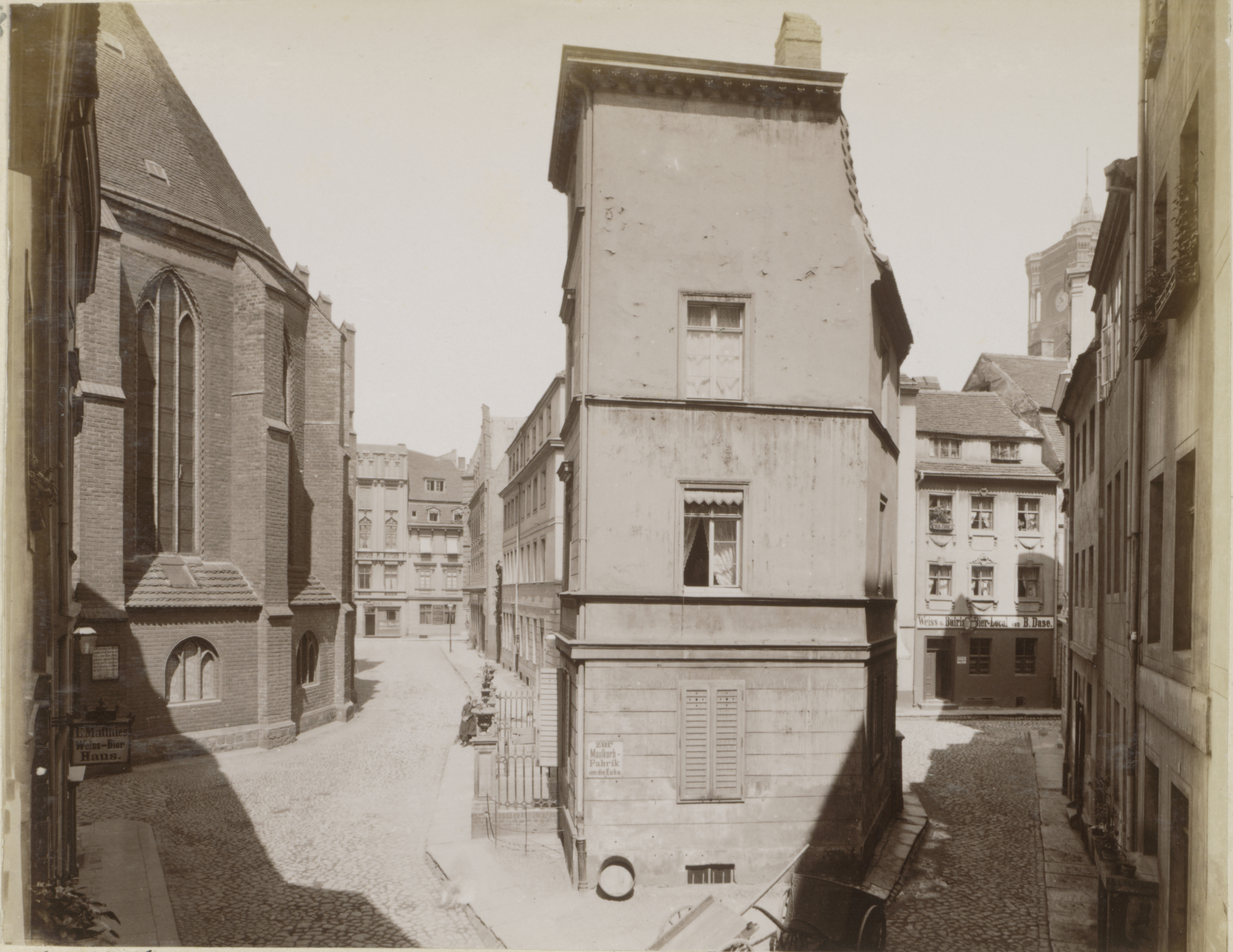
Nikolaikirchhof und Eiergasse, um 1880

Kern der Gründung der beiden Orte Berlin und Kölln war der zwischen 1220 und 1230 gebaute Mühlendamm. Im Zentrum der Siedlung Berlin am östlichen Spreeufer wurde um das Jahr 1230 die Kirche St. Nikolai fertiggestellt, eine spätromanische Feldsteinbasilika. Wachsende Wirtschaftskraft und relativer Wohlstand erlaubten es der Bürgerschaft, ihr zentrales Bauwerk, die Nikolaikirche, schon um 1264 wesentlich umzubauen. Es entstand eine gotische Hallenkirche, die auch in den folgenden Jahrhunderten immer wieder verändert wurde. 
Wesentliches Merkmal der Kirche und des alten Berliner Stadtzentrums blieb bis zum Ende des 19. Jahrhunderts die asymmetrische mittelalterliche Fassade mit dem einen, schlanken Turm, der erst in den 1870er Jahren durch einen neogotischen Doppelturm ersetzt wurde. Während Berlin sich ringsherum ständig ausdehnte und neue städtische Zentren sich bildeten, veränderte sich das Nikolaiviertel kaum; hauptsächlich Handwerker wohnten und arbeiteten in den engen, winkligen Gassen. Erst ab dem 19. Jahrhundert nahm ein beträchtlicher Teil des heutigen Nikolaiviertels teil an der Berliner Zentrumsbildung und wurde mit Geschäftsbauten bebaut, eines der größten Gebäude war ab Ende des 19. Jahrhunderts das fast den ganzen Bereich zwischen Spandauer, König-, Post- und Probststraße einnehmende Kaufhaus Nathan Israel.

### Umgestaltungspläne in der NS-Zeit
Im Zusammenhang mit der 700-Jahr-Feier Berlins im Jahr 1937 während der NS-Zeit begannen Planungen, das Viertel um die Nikolaikirche grundlegend umzugestalten. Dazu war vorgesehen, die als minderwertig empfundene Bebauung, die sich in äußerst baufälligem, marodem und für die Bewohner teils unerträglichem Zustand befand, größtenteils abzutragen. An ihre Stelle sollte ein Freilichtmuseum treten. In diesem Forum wären Fassaden wertvoller historischer Bürgerhäuser aufgestellt worden, die an anderen Stellen der Stadt in Umsetzung der Planungen für die Welthauptstadt Germania abgetragen worden wären. In diesem Zusammenhang wurde 1938 die Nikolaikirche profaniert; die öffentliche Begründung lautete „Umnutzung als Musikdom“.

### Zweiter Weltkrieg und Nachkriegszeit

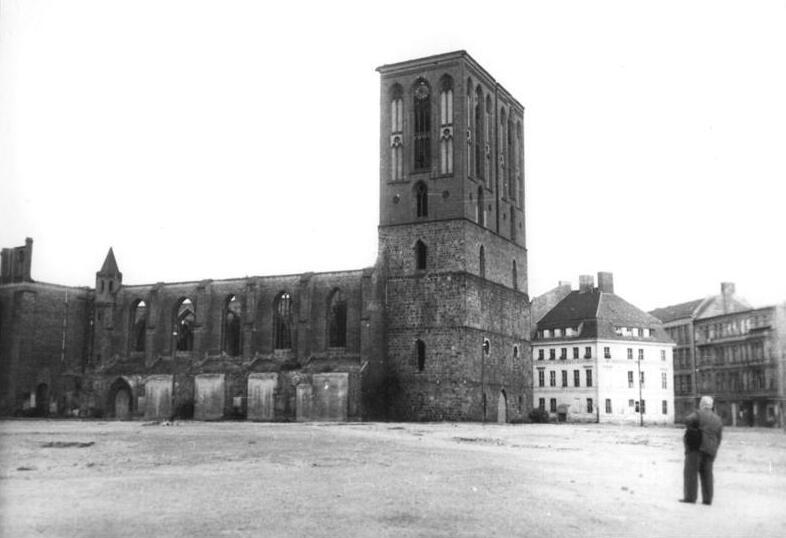
Nikolaikirche und Knoblauchhaus, 1955

Im Zweiten Weltkrieg, zwischen 1943 und 1945, wurde das Altstadtviertel im alliierten Bombenhagel und bei Straßenkämpfen zerstört. Nach Kriegsende wurden die Überreste beseitigt, auch einige weniger zerstörte Gebäude abgerissen. In der Berliner Stadtplanung spielte das Gebiet jahrzehntelang keine Rolle. Die Verwaltung Ost-Berlins konzentrierte sich auf möglichst effektive Wohnraumbeschaffung und auf großräumig-repräsentative Bauvorhaben wie die Stalinallee. 

## Wiederaufbau des Nikolaiviertels
Die Planung des Nikolaiviertels als Aufbau mit historisierenden Fassaden ging vom Bezirksbauamt Ost-Berlin aus, dem höchsten zivilen Bauverwaltungsgremium der Stadt. Anders als andere große Bauprojekte begann sie nicht mit der Entscheidung eines staatlichen Organs, sondern dem Politbüro der SED wurden bereits weitgehend gediehene Pläne des Bezirksbauamtes zur historisierenden Gestaltung vorgelegt, die es am 29. Januar 1980 nur noch absegnete. Dafür waren weniger ästhetische, sondern vor allem ökonomische Gründe wie eine günstige Bauweise und die Attraktivität für Touristen, auch im Hinblick auf die 1987 anstehenden Feiern zum 750. Jubiläum der Gründung Berlins, ausschlaggebend.
Bereits ab 1976 waren im Bezirksbauamt Ideen zu einer historisierenden Bebauung erörtert worden. Während der Leiter des Amtes, Günter Peters, anfangs noch eine Mischung aus rekonstruierten, abgegangenen Gebäuden und umgesetzten Bürgerhäusern in Betracht zog, plädierten Heinz Mehlan als Bereichsleiter Historische Bauten und sein Mitarbeiter Rolf Ricken für ein Vorgehen, das historisierende und modernistische Elemente kombinierte. 1978 wurde dann ein Wettbewerb ausgeschrieben. In der Ausschreibung, deren grundlegende Prinzipien auf das Büro für Denkmalpflege von Peter Goralczyk zurückgingen und in den Details die Vorarbeit von Heinz Mehlan reflektierte, wurden unterschiedliche Grade historischer Korrektheit verlangt. So sollte der Abschnitt zwischen Eiergasse, Mühlendamm und Nikolaikirchplatz mit hoher historischer Akkuratesse ausgeführt werden, während andere Teile mehr Spielraum boten. Die wenigen erhaltenen Gebäude, Nikolaikirche, das Knoblauchhaus und drei verbliebene Häuser in der Poststraße sollten erhalten bleiben. Wieder aufgebaut werden sollte die (eigentlich auf der Fischerinsel gestanden habende) Gaststätte Zum Nußbaum und das Ephraim-Palais. Der dem Fernsehturm und Marx-Engels-Forum zugewandte Abschnitt an der Rathausstraße hingegen sollte nicht historisierend ausgeführt werden. Diese wie zahlreiche andere Vorgaben der Ausschreibung führten zu einer starken Ähnlichkeit der eingereichten Entwürfe. Gleich zwei erste Preise wurden vergeben, zum einen für das Kollektiv um Günter Stahn sowie für das um Dietrich Kabisch. Den Zuschlag erhielt dann Stahn, dessen Entwurf sich laut der Jury besonders eng an die Vorgaben gehalten habe.
In seinem Wettbewerbsentwurf hatte Stahn noch zahlreiche modernistische Elemente verarbeitet. So sollte die Eingangsstraße Am Nussbaum nicht als Gasse, sondern als Folge kleiner Plätze gebaut und mit rechteckigen Bauten aus Stahlbeton flankiert werden. Die Fassaden aller Bauten sollten modern sein und viel weniger kleinteilig. Die Modelle aus den Jahren 1979, 1981 und 1983 sowie das finale Viertel zeigen jedoch deutlich, wie Stahn seinen Entwurf zunehmend historisierte, kleinere, winklige Straßen einfügte und die Gebäude kleiner wurden. Dabei legte Stahn weniger Wert auf historische Korrektheit, wies diese sogar zurück, sondern hob darauf ab, eine kollektive Vorstellung zu realisieren, die im Bewusstsein des Volkes vorhanden sei.
Als das Nikolaiviertel am 14. Mai 1987 mit großem Pomp durch Erich Honecker in der Nikolaikirche eingeweiht wurde, bot es rund 800 Wohnungen für rund 2000 Bewohner (darunter Stahn selbst). Sechzig der Wohnungen waren in traditionellen Ziegelbauten untergebracht, der Rest war aus vorgefertigten Teilen errichtet worden. Als reine Fußgängerzone ausgeführt, bot das Nikolaiviertel 1900 m² Fläche für Geschäfte, mehrere Museen und 22 gastronomische Einrichtungen auf weniger als einem halben Quadratkilometer.

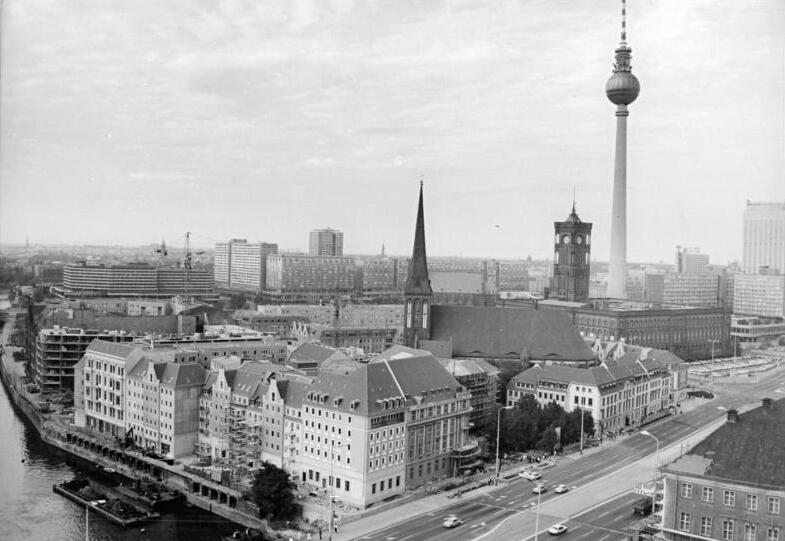
Blick von der Fischerinsel auf das neue Nikolaiviertel, 1987

Im Verlauf des Wiederaufbaus des Viertels wurden die wenigen vorhandenen Gebäude restauriert. Die im Zweiten Weltkrieg bis auf die Außenmauern zerstörte Nikolaikirche wurde, bis auf die Turmhelme, in ihrer bis zur Zerstörung bestehenden Form wiederhergestellt. Das 1936 am Mühlendamm abgetragene Ephraim-Palais wurde unter Verwendung von Originalteilen der Fassade um zwölf Meter versetzt von seinem ursprünglichen Standort neu aufgebaut. Das Gasthaus Zum Nußbaum, einst Stammlokal prominenter Künstler wie Heinrich Zille, Otto Nagel und Claire Waldoff, entstand als Kopie am Nikolaikirchplatz; das vermutlich 1571 erbaute Original befand sich bis zu seiner Zerstörung 1943 in der Fischerstraße 21 in Alt-Kölln.  Als weitere historische Gebäude im Nikolaiviertel wurden die Gerichtslaube des Alten Rathauses, das Restaurant Zur Rippe in der Poststraße Ecke Mühlendamm und das Gasthaus Zum Paddenwirt am Nikolaikirchplatz Ecke Eiergasse rekonstruiert. Die Rekonstruktionen waren relativ frei ausgeführt, so stand die Gerichtslaube ursprünglich nördlich des Nikolaiviertels und war eher ein Puzzle aus Elementen, die das vielfach umgebaute Gebäude im Lauf seiner Existenz bis zum Abriss 1871 gehabt hatte. Auch das Lessinghaus, bereits Ende des 19. Jahrhunderts abgerissen, war ein Neubau, der nur anhand einer alten Zeichnung angefertigt wurde. Diese und zahlreiche andere Bauten wurden von Stahn an das gewünschte Gesamtbild des Viertels „angepasst“ und orientieren sich oft nur vage am ursprünglichen Erscheinungsbild.
Eine Reihe von kleinen Bürgerhäusern, vor allem im Umkreis der Kirche, entstand in historischen Formen vollständig neu, daneben wurden zahlreiche Neubauten errichtet, teils mit historisierenden Fassaden, teils in Ortbetonbauweise in „Berliner Wandbauweise“ mit vorgehängten Fassaden angereichert mit Giebeln, Ornamenten und schmiedeeisernem Zierrat, aber auch mit Kippfenstern und modern zugeschnittenen Wohnungen. Die Straßen und Gassen des Viertels sind bis auf die neuzeitlich gehaltene Straße Am Nußbaum nach historischen Vorbildern gepflastert.

## Gegenwart
Auf einer Fläche von annähernd 50.000 m² leben rund 2000 Einwohner in mehr als 800 Wohnungen. 33 Ladengeschäfte, 22 Gaststätten und verschiedene museale Einrichtungen, wie die Nikolaikirche, das Knoblauchhaus und das Ephraim-Palais stehen den Besuchern zur Verfügung (Stand: 2010).

## Bebauung

### Besondere Gebäude

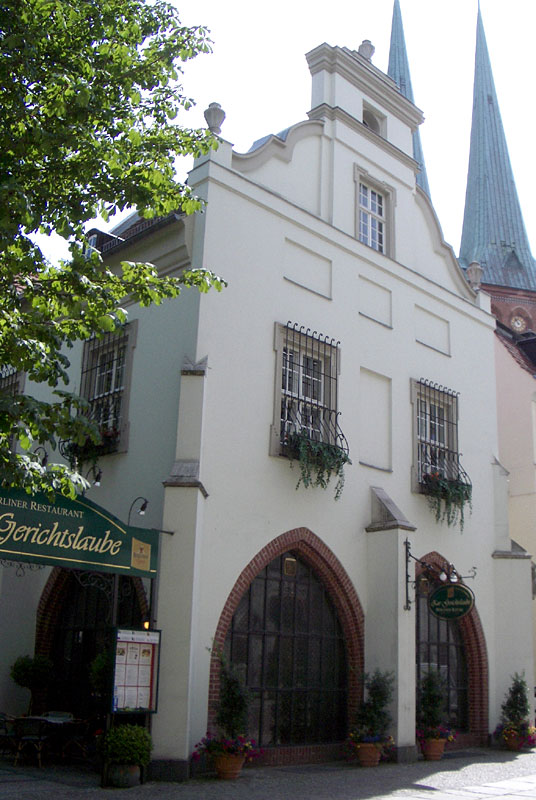
Rekonstruierte Gerichtslaube in der Poststraße (ursprünglicher Standort: Spandauer Straße Ecke Rathausstraße)

Einige herausragende Bauwerke stechen aus den ansonsten bürgerlichen Straßenzügen heraus. 
Am südlichen Rand des Viertels wurde 1766 auf dem Grundstück Mühlendamm Ecke Poststraße das Ephraim-Palais fertiggestellt, ein außerordentlich gelungenes Beispiel Berliner Rokokoarchitektur. Der Hofjuwelier und Finanzier Friedrichs des Großen, Veitel Heine Ephraim, hatte sich hier einen repräsentativen Wohnsitz bauen lassen, geschmückt mit Putten, steinernen Vasen und mit filigranen, vergoldeten Balkongittern. 
Ganz in der Nähe steht das Knoblauchhaus, ebenfalls um 1760 im Stil des Spätbarock erbaut, seit einem Umbau zu Beginn des 19. Jahrhunderts aber außen von eher frühklassizistischer Anmutung; innen verweist noch manches Detail auf den Ursprung im Rokoko. Es war der Wohnsitz einer aus Ungarn eingewanderten Familie, die über mehrere Generationen hinweg betriebsame, wohlhabende und einflussreiche Bürger Berlins hervorbrachte. 
Schließlich ist das Kurfürstenhaus erwähnenswert. Es war ursprünglich ein Renaissancebau aus rotem Sandstein, im 18. Jahrhundert im Barockstil umgebaut. Seinen Namen erhielt es nach dem Kurfürsten Johann Sigismund (1572–1619), der hier lebte.
In der Berliner Denkmalliste zum Bauensemble Nikolaiviertel aufgenommene Baudenkmale:
- Kurfürstenhaus, Spreeufer 5 und Poststraße 4/5[14] mit einem Durchgang, den Kurfürstenhöfen
- Geschäftshaus Poststraße 30[15]
- Knoblauchhaus, Poststraße 23 und Nikolaikirchplatz[16]
- Geschäftshaus Poststraße 21/22 und Nikolaikirchplatz[17]
- Ephraim-Palais, Poststraße 16 Ecke Mühlendamm[18]
- Geschäftshaus Poststraße 13/14[19]
- Miets- und Geschäftshaus Poststraße 12 Ecke Spreeufer 3[20]

### Brunnen und Denkmäler
Der Gründungsbrunnen (auch Wappenbrunnen genannt) befindet sich neben dem Eingang zur Nikolaikirche und wurde 1987 nach einem Entwurf von Gerhard Thieme aus dem Jahr 1928 errichtet. Der Brunnen besteht aus Sandstein und Stahl. Die schmiedeeiserne Bekrönung schuf der Kunstschmied Hans-Joachim Kunsch und die Bronzekette fertigte Stefan Kuschel an. Drei Stufen führen zu einem achteckigen Brunnenbecken von vier Metern Durchmesser. An den Seiten sind Wappen angebracht. In der Mitte steht eine sechs Meter hohe Säule, die von einem Bären bekrönt wird, der ein Wappen mit einem Adler hält. Der im ältesten Siedlungsgebiet Berlins aufgestellte Brunnen soll an die Gründung der Stadt erinnern. In der Eiergasse steht außerdem ein historischer Brunnen mit Metallarbeiten von Hans-Joachim Kunsch.
Auf dem Nikolaikirchplatz befinden sich die Bronzeplastiken Allegorie der Wissenschaft und Klio von Albert Wolff. Sie waren Teil des 1860–1871 geschaffenen und in der Nachkriegszeit zerstörten Reiterstandbilds für Friedrich Wilhelm III. im Lustgarten. Des Weiteren befindet sich am Spreeufer auf Höhe der Propststraße die 1849–1853 geschaffene Bronzeplastik Heiliger Georg. Sie gehört zu den Hauptwerken von August Kiß und stand zuvor im Eosanderhof des Stadtschlosses, danach im Volkspark Friedrichshain. Auf Höhe des Mühlendamms befinden sich neben zwei Löwen eines unbekannten Bildhauers, die ursprünglich vor der Reichsmünze am Molkenmarkt wachten, auch die Skulpturen Allegorie der Stärke und Kriegswissenschaft von Reinhold Begas, die vormals in der Ruhmeshalle des Zeughauses standen.

Bildergalerie
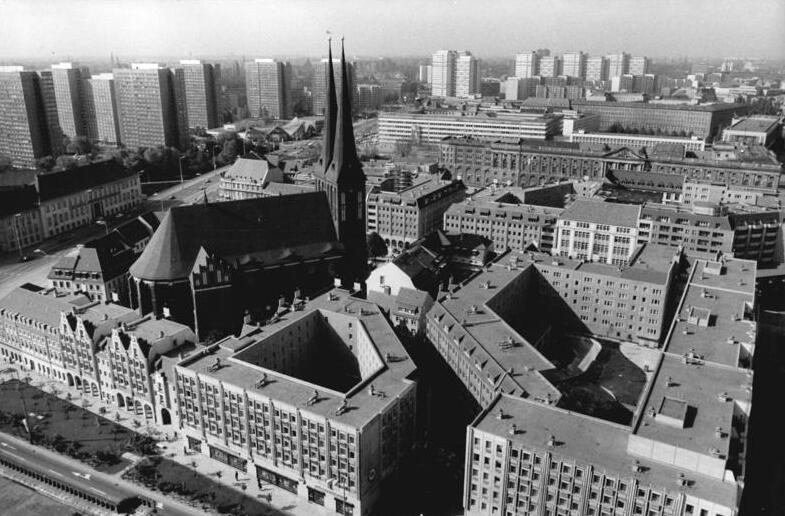
Blick vom Rathausturm auf das neue Nikolaiviertel, 1987
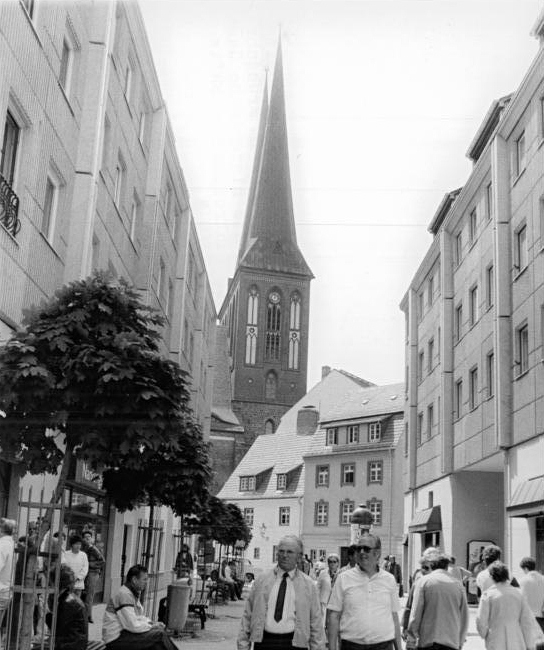
Wohn- und Geschäftsstraße Am Nußbaum, 1988
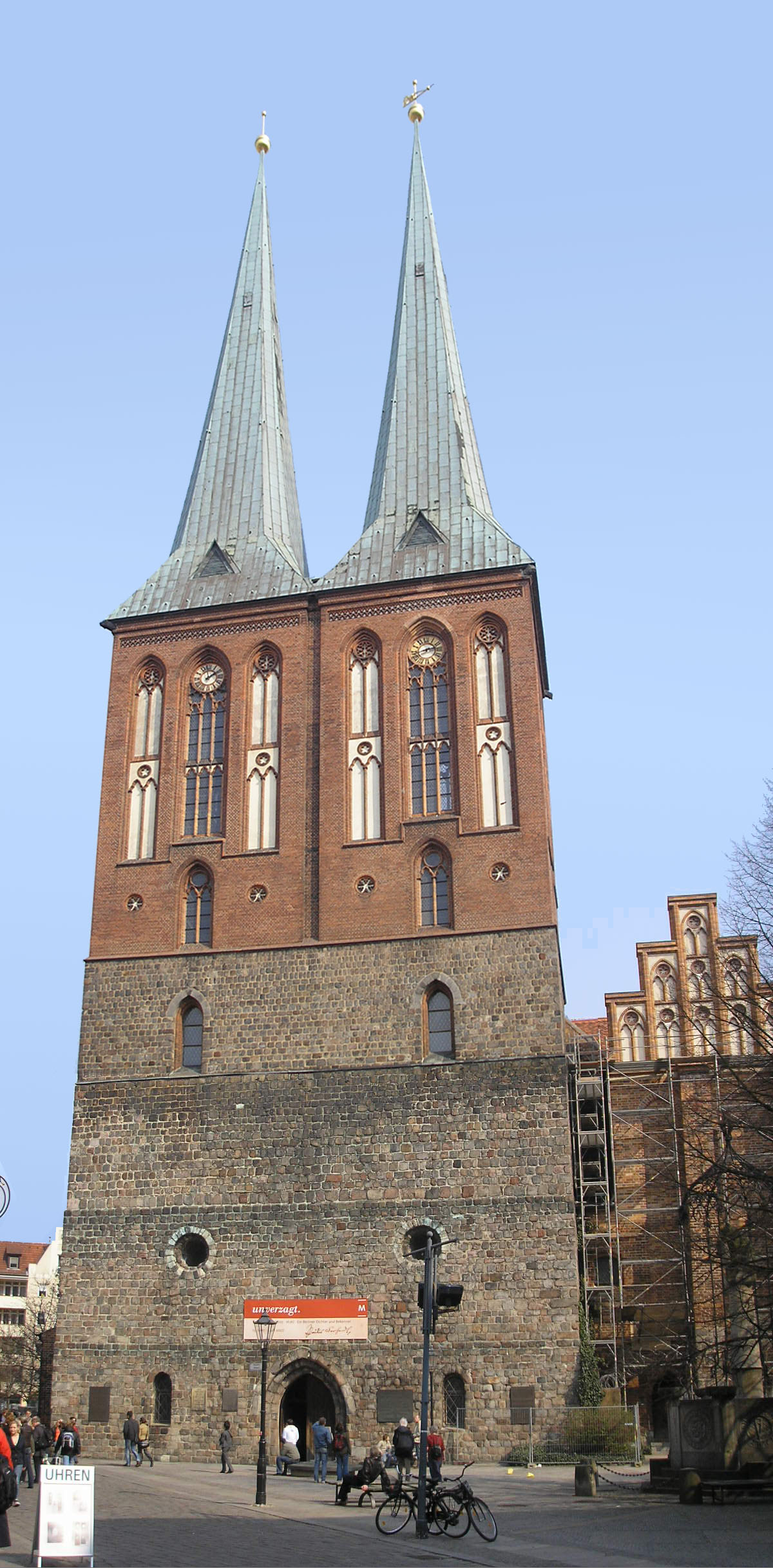
Doppelturmfassade der Nikolaikirche
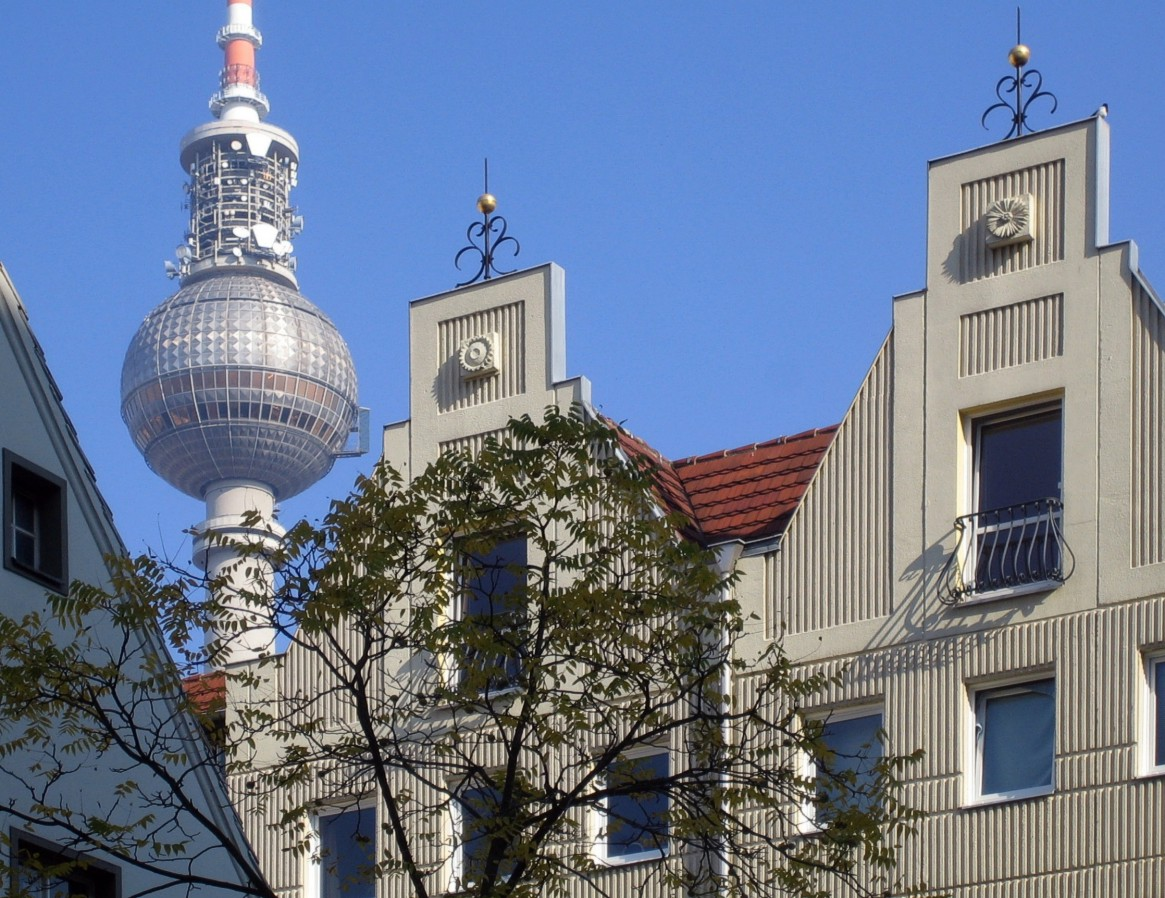
Plattenbauten mit historisierenden Formen, dahinter der Fernsehturm
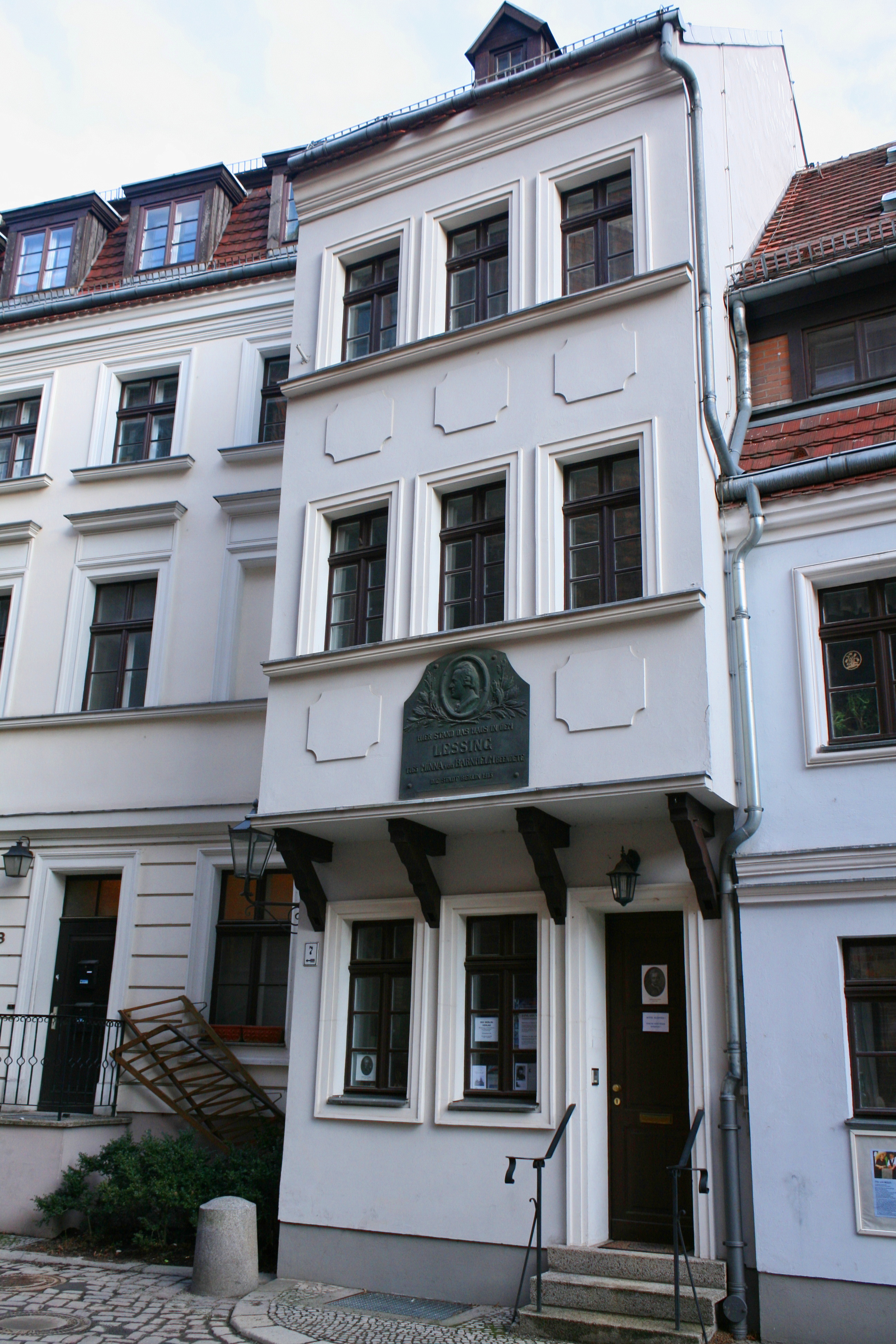
Lessinghaus mit Gedenktafel am Nikolaikirchplatz
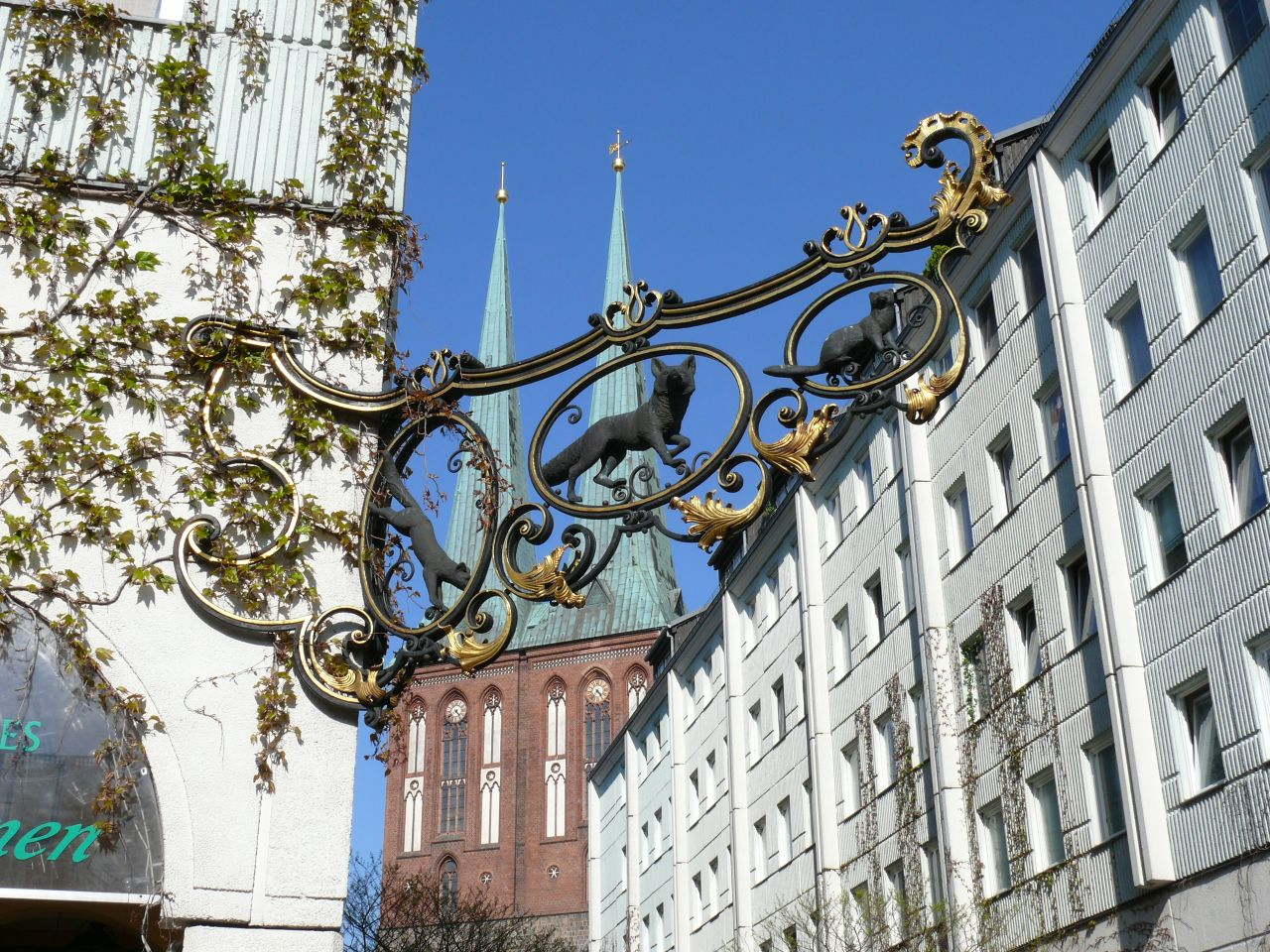
Plattenbauten mit Ladenschildern in der Propststraße
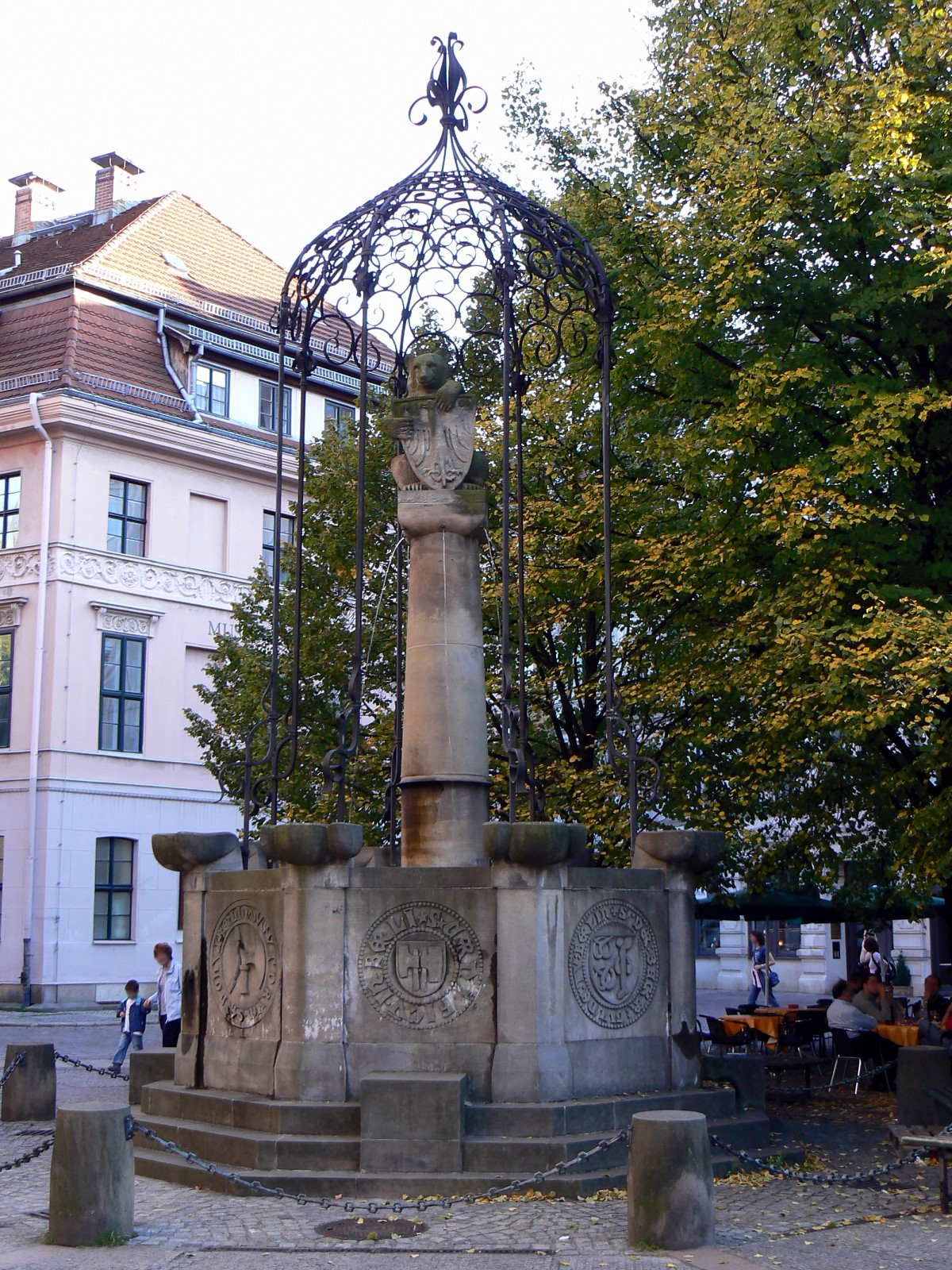
Gründungsbrunnen auf dem Nikolaikirchplatz
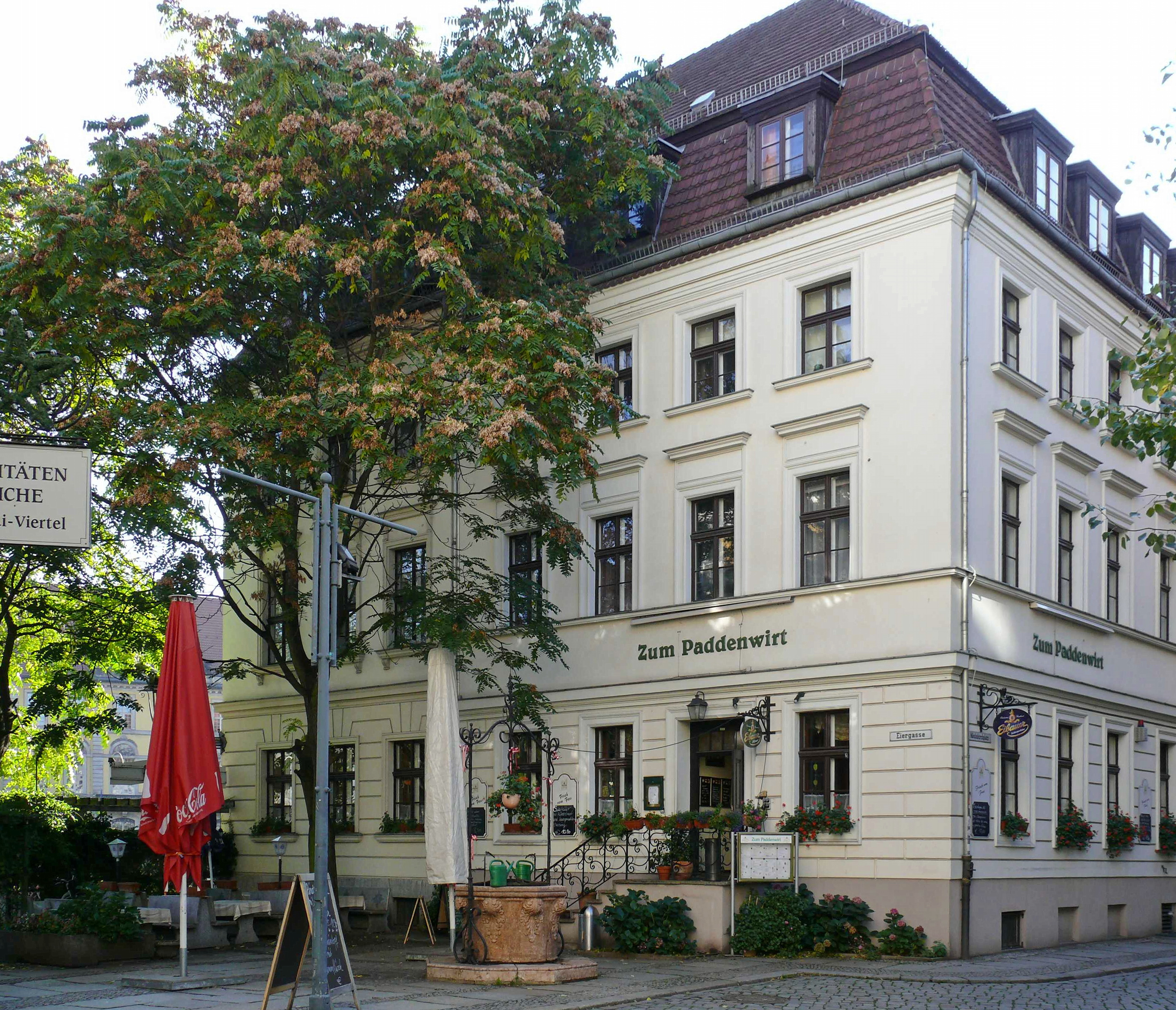
Historischer Brunnen in der Eiergasse
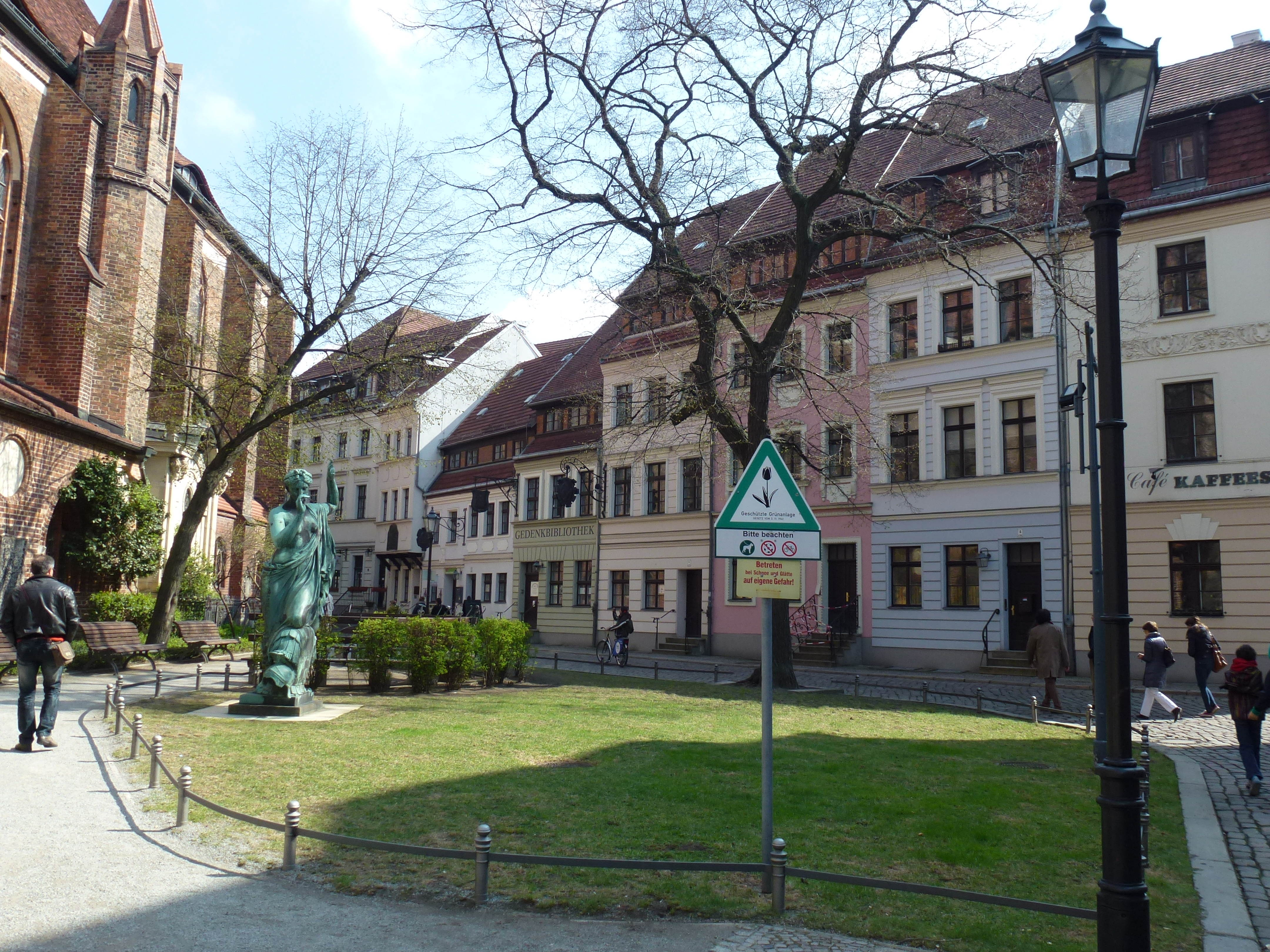
Rekonstruierte Bürgerhäuser am Nikolaikirchplatz
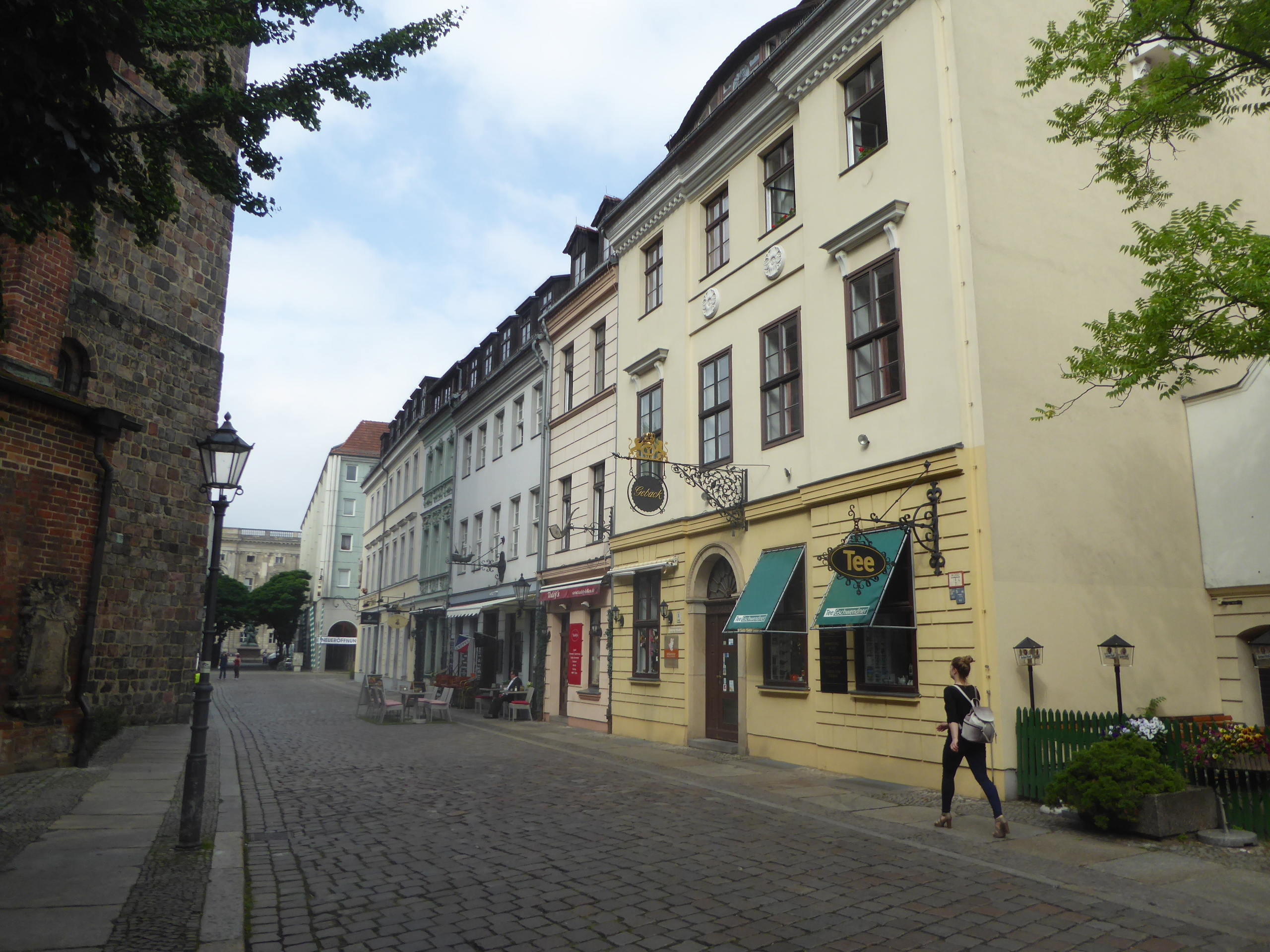
Propststraße
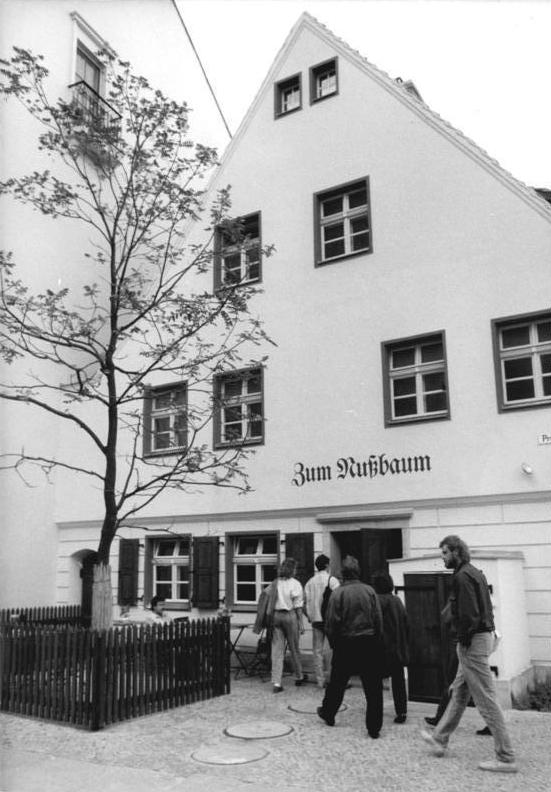
Rekonstruierte Gaststätte Zum Nußbaum (ursprünglicher Standort: Fischerinsel)
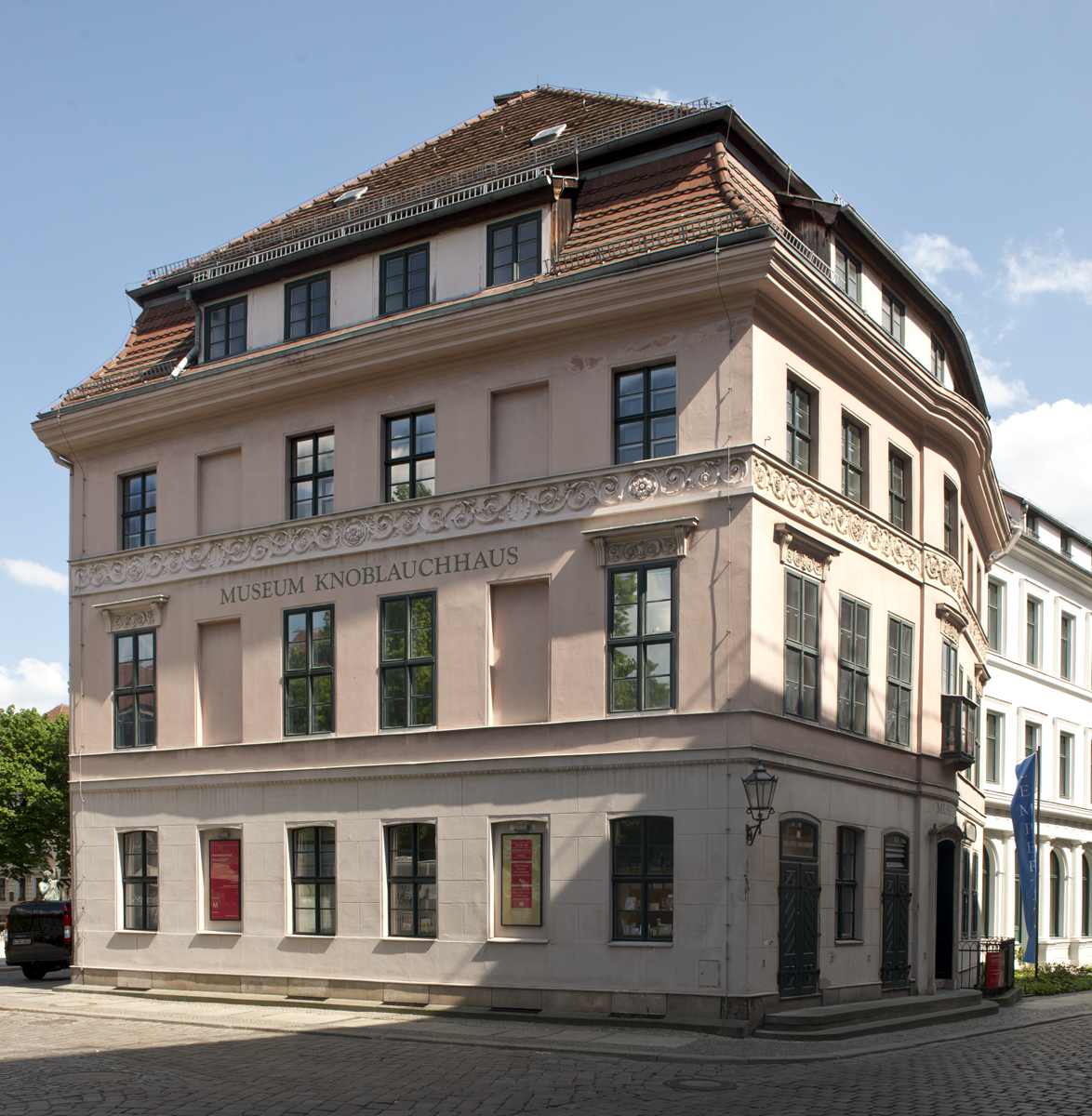
Museum Knoblauchhaus in der Poststraße Ecke Nikolaikirchplatz
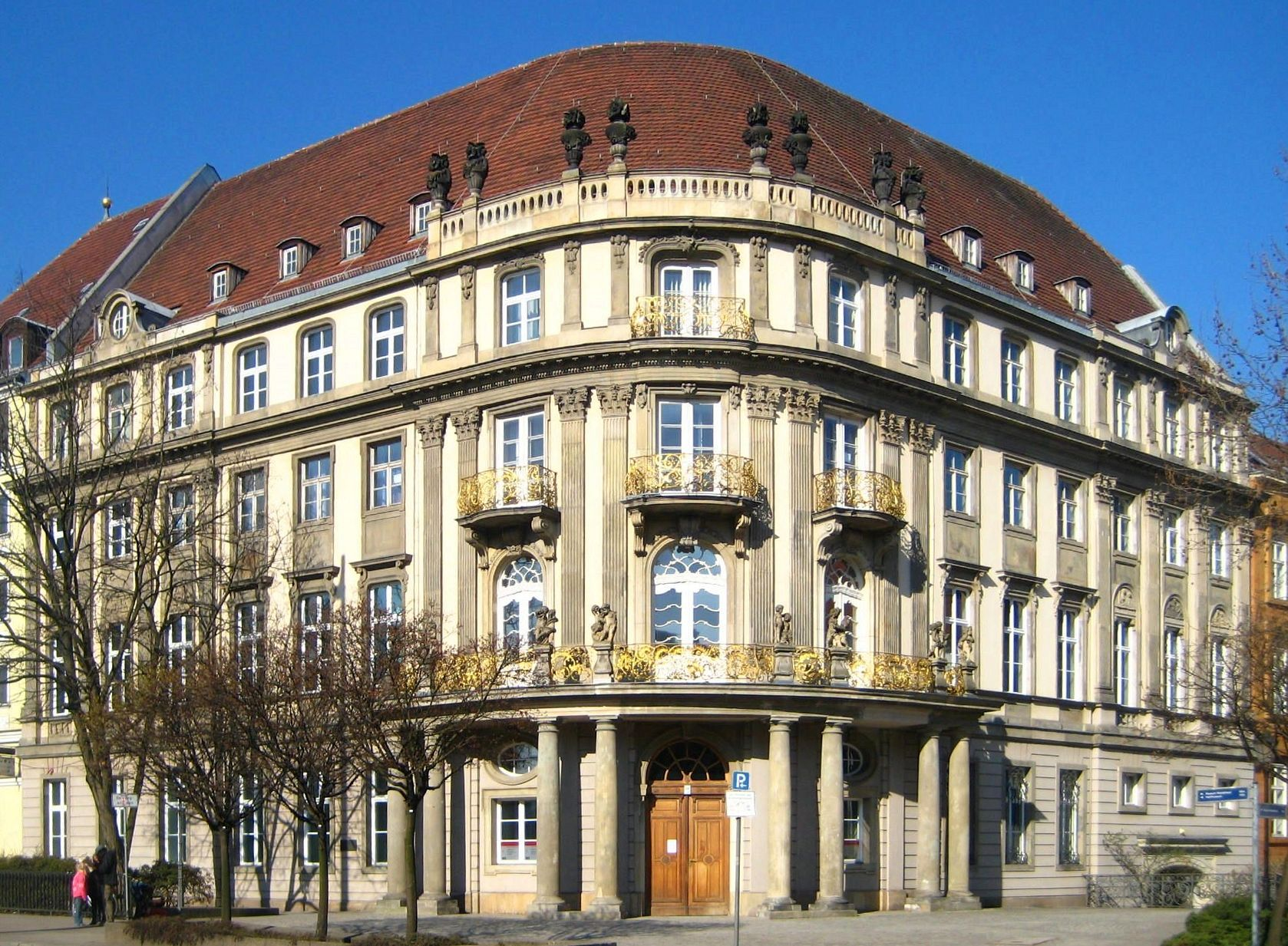
Museum Ephraim-Palais in der Poststraße Ecke Mühlendamm
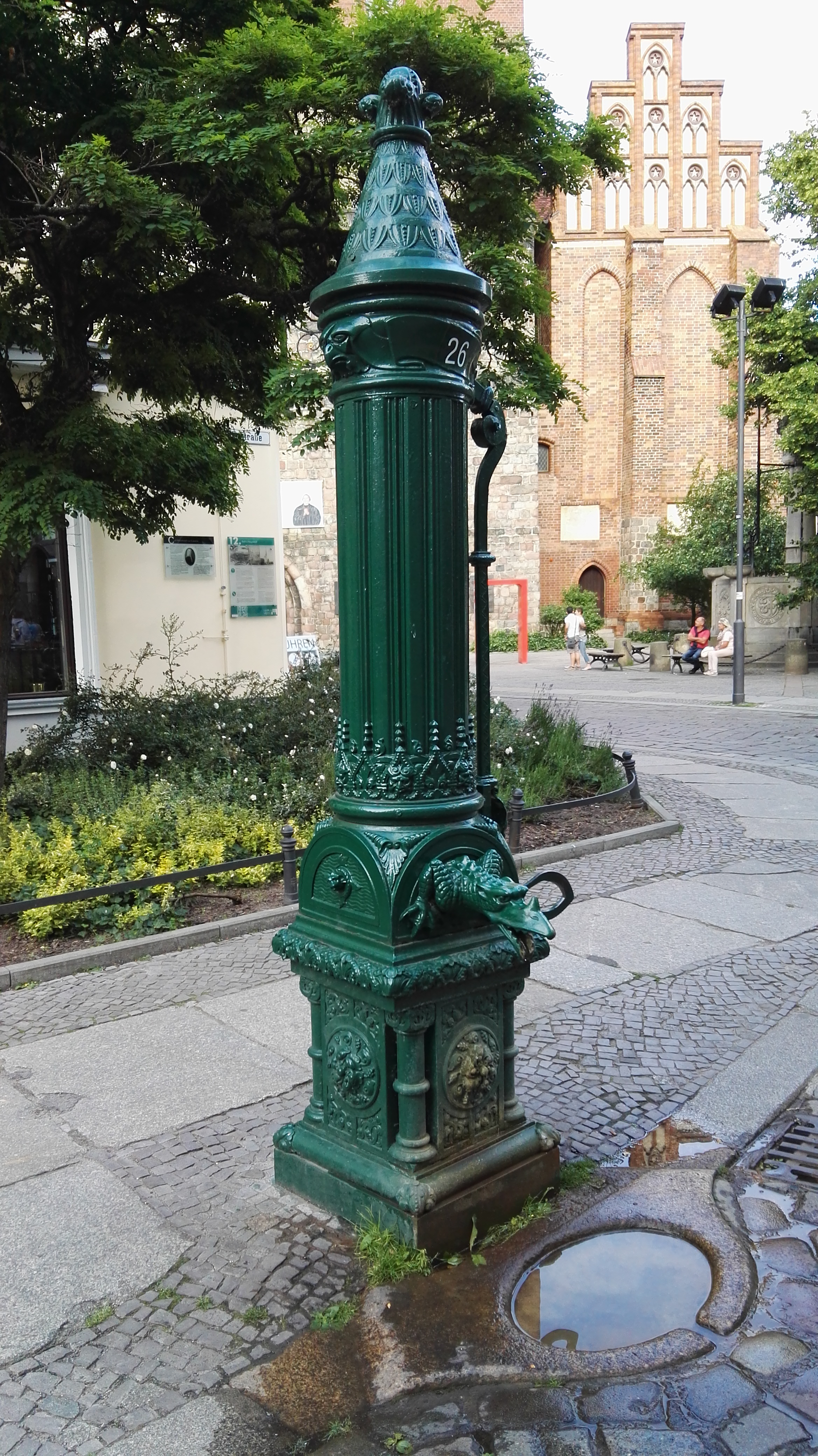
Schwengelpumpe in der Ecke Post- und Propststraße
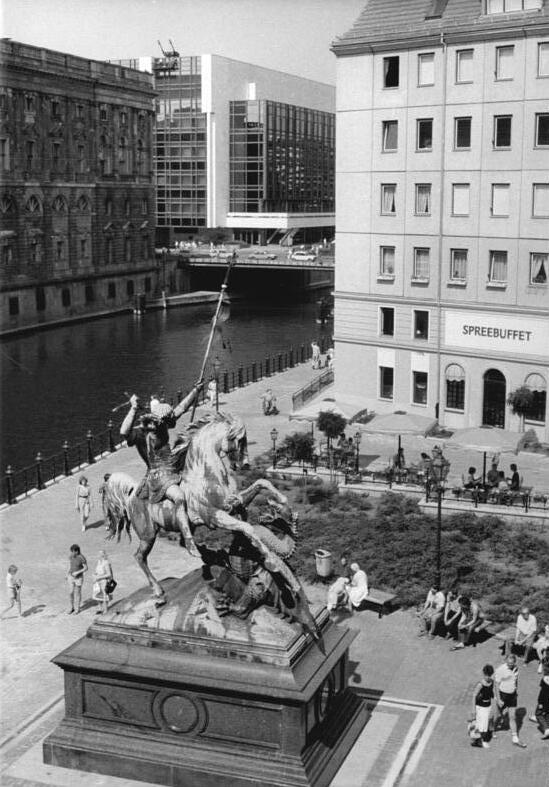
Plastik Heiliger Georg von August Kiß am Spreeufer
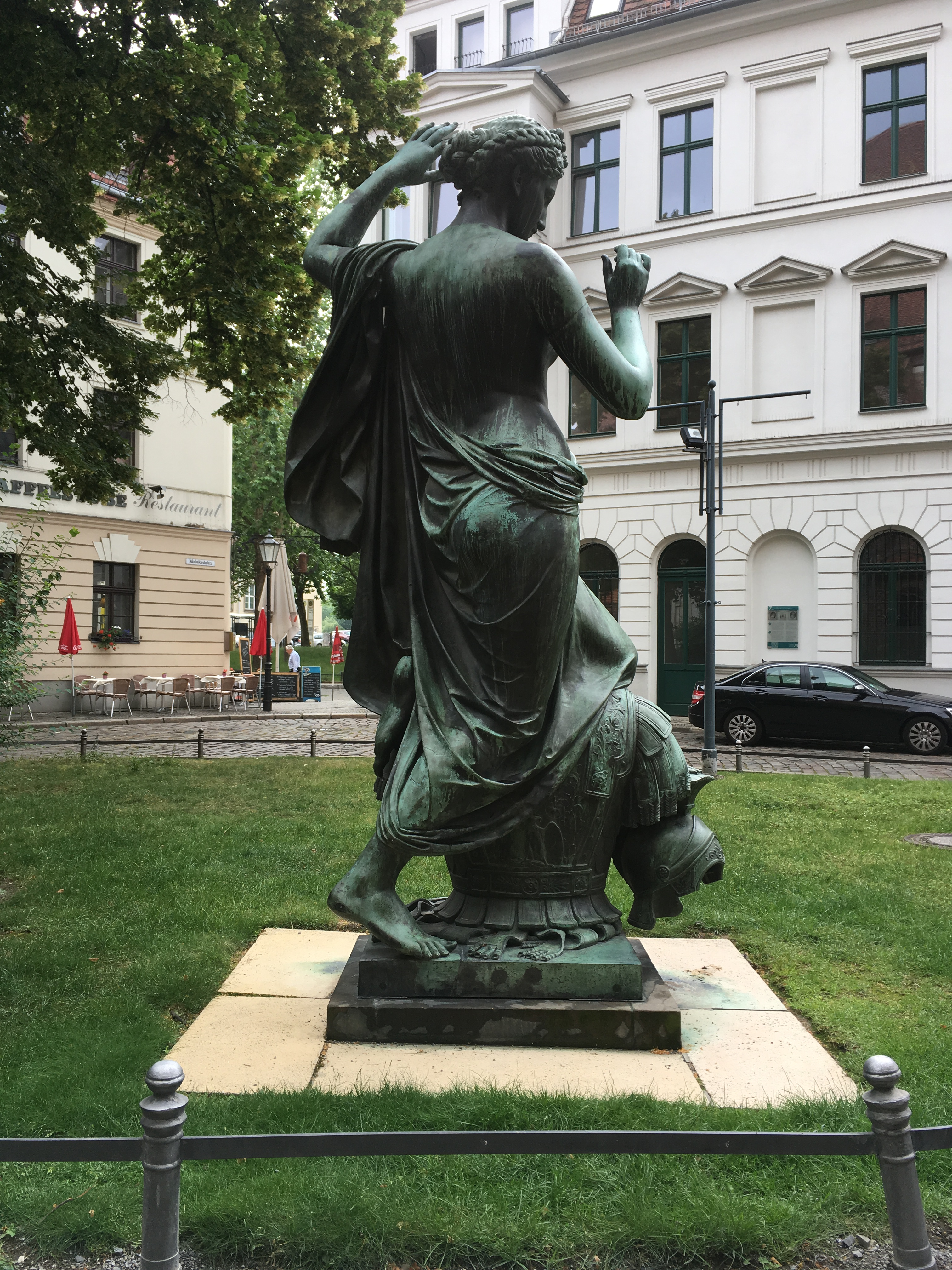
Plastik Klio von Albert Wolff auf dem Nikolaikirchplatz
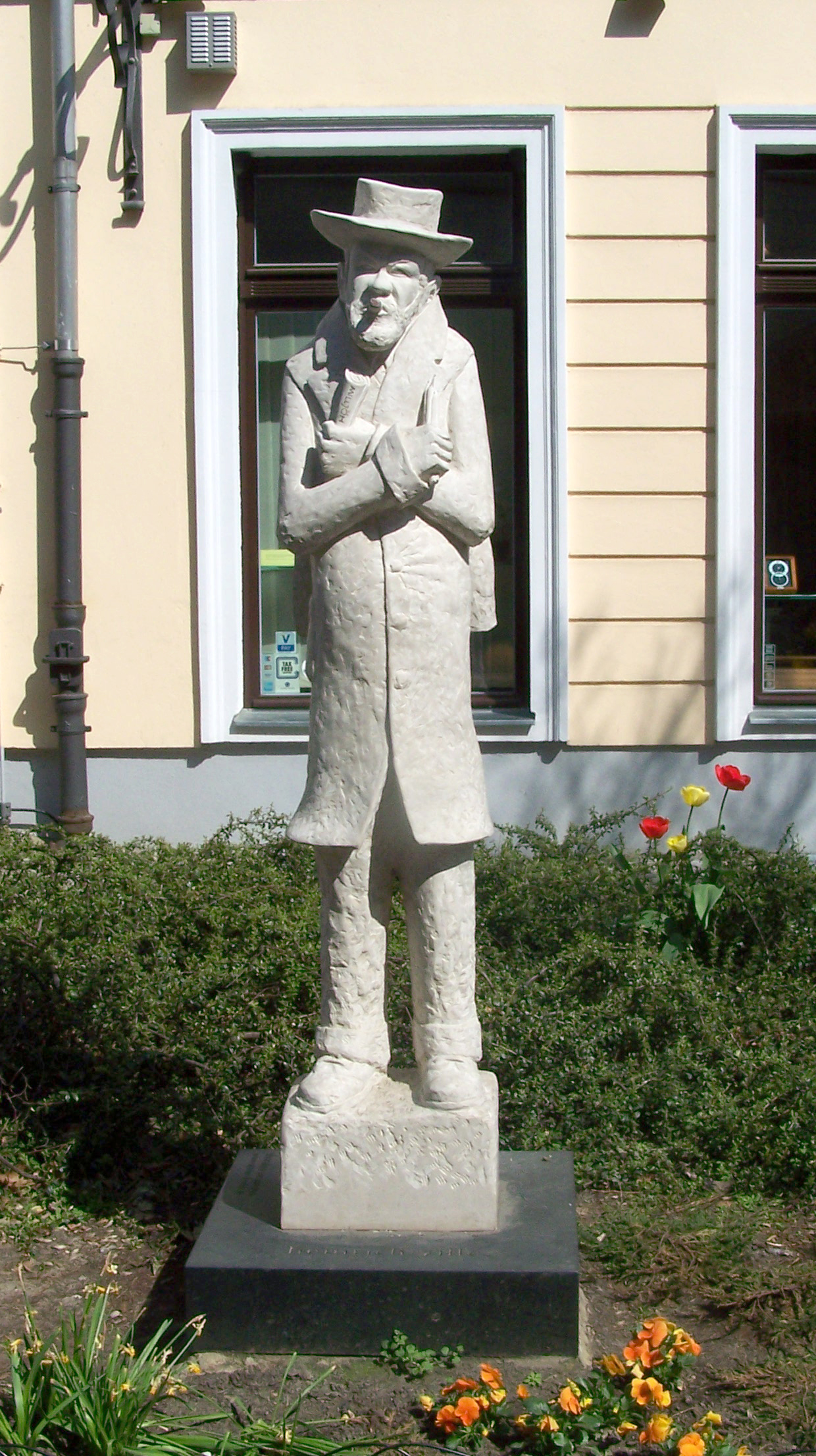
Skulptur Heinrich Zille von Thorsten Stegmann, Poststraße; die schlanke Figur ehrt den Schauspieler Walter Plathe in der Rolle des Heinrich Zille

### Rezeption
In der ostdeutschen Architekturkritik bekam das Nikolaiviertel keine guten Noten. Bruno Flierl sprach 1985 von einem „Weihnachtsmarkt“ und resümierte die zeitgenössische Debatte in der DDR später mit den Worten „Wir haben immer gesagt es sei ein bisschen wie Las Vegas und ein bisschen wie ein Puppenhaus“. Andere Stimmen nannten es den „Schwanengesang der Architektur der DDR“, ein „städtebauliches Experiment an der Grenze zwischen Architektur und Theaterkulisse“ oder eine „Innenstadtfantasie, geträumt mit wissenschaftlichen Mitteln“.
Die zeitgenössische West-Berliner Presse hingegen lobte das neue Nikolaiviertel. Ekkehard Schwerk sprach im Tagesspiegel vom liebevollen und aufwändigen Wiederaufbau, dessen Ahistorik typisch für Berlin sei und dem neuen Kiez nichts von seiner Attraktivität nehme. Peter Gärtner schrieb im Volksblatt und später in Zitty von den schön restaurierten Gebäuden und der überwiegenden Begeisterung der Ostberliner für das Nikolaiviertel. Selbst die konservative Berliner Morgenpost lobte das Nikolaiviertel als bunten und interessanten Kiez und verteidigte es gegen Kritiker, die ihm vorwarfen, ein sozialistisches Disneyland und eine synthetische Innenstadt zu sein. Darin klang auch Erleichterung darüber an, dass es nicht zu einer befürchteten Plattenbausiedlung geworden sei. Der anscheinende Zuspruch durch Ost-Berliner Bürger und Touristen gleichermaßen trug dazu bei, kritische Stimmen über die nachgeahmt historischen Fassaden zu befrieden.
Anfang 2018 wurde das Nikolaiviertel in die Berliner Denkmalliste aufgenommen. Laut dem Landesdenkmalamt Berlin sei es das „prominenteste Beispiel einer veränderten Baupolitik der DDR in den 1980er Jahren“ und stehe für eine „Phase der Rückbesinnung auf die urbanen Qualitäten gewachsener Stadtteile“.
Im Rahmen der Städtebauförderung soll das Nikolaiviertel bis 2027 saniert werden.